# Skradnik (Sjenica)
Pour les articles homonymes, voir Skradnik.
Skradnik (en serbe cyrillique : Скрадник) est un village de Serbie situé dans la municipalité de Sjenica, district de Zlatibor. Au recensement de 2011, il ne comptait aucun habitant.

## Démographie
| 1948 | 1953 | 1961 | 1971 | 1981 | 1991 | 2002 | 2011 |
| ---- | ---- | ---- | ---- | ---- | ---- | ---- | ---- |
| 64   | 64   | 63   | 32   | 22   | 7    | 2    | 0    |

|  |